# Manuel B. Gonnet (La Plata)
Manuel B. Gonnet, ou simplement Gonnet, est une zone d’habitation sise dans la banlieue ouest de la ville de La Plata, capitale de la province argentine de Buenos Aires. 
Situé à environ 6 km à l’est-nord-est du centre-ville, Gonnet appartient administrativement au Grand La Plata, et fait partie — de même que Tolosa, Ringuelet, City Bell et Villa Elisa — de la zone bâtie que s’est développée autour et le long de la ligne de chemin de fer autrefois appelée Chemins de fer du Sud (Ferrocarril del Sur), puis rebaptisée Ferrocarril General Roca, reliant La Plata à Buenos Aires.
Dans la localité, qui est essentiellement résidentielle, ont été établis, outre le parc à thème République des Enfants, fondé en 1951 à l’initiative de Domingo Mercante, plusieurs clubs sportifs et laboratoires de recherche.

## Toponymie

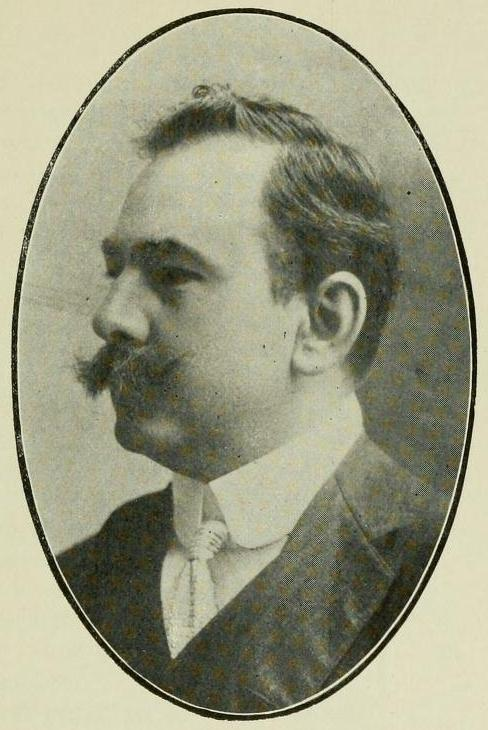
Manuel Bernardo Gonnet.

Gonnet doit son nom à Manuel Bernardo Gonnet, éminent législateur provincial, d’ascendance française, qui fut le premier en date (depuis la fédéralisation de Buenos Aires) des ministres des Travaux publics de la province.

## Histoire
Le 13 juillet 1882, le gouvernement provincial entreprit de construire de nouvelles ramifications ferroviaires propres à raccorder la nouvelle capitale provinciale avec les Chemins de fer de l’Ouest et avec les Chemins de fer du Sud. La ligne La Plata ― Empalme Pereyra (devenue depuis Villa Elisa) fut inaugurée en janvier 1889.
Cette même année, peu après la mise en service de la gare Adolfo Alsina sur ce tracé, les propriétaires de terrains agricoles de la zone décidèrent de fonder une société immobilière, de procéder à des lotissements et de créer un village. La gare une fois inaugurée le 15 février, on annonça, dès le 24 du même mois, l’inauguration de Villa Máximo Paz, baptisée du nom du gouverneur provincial d’alors.
En 1909, tandis qu’une population commençait à s’y fixer, Luis Castells, propriétaire de terrains sis « de l’autre côté des voies » (c’est-à-dire au nord de la gare), résolut de découper son domaine en parcelles et d’y faire surgir un nouveau foyer de peuplement, dénommé aujourd’hui Villa Castells.
En 1931, il fut décidé de renommer la gare en gare Manuel B. Gonnet, ce qui du même coup donna son nom définitif à la localité tout entière, laquelle comprend aujourd’hui non seulement Villa Máximo Paz et Villa Castells, mais encore les nouveaux quartiers qui se sont progressivement ajoutés au fur et à mesure de la croissance et de l’expansion territoriale de l’agglomération de La Plata.

## Sites d’intérêt
Sur le territoire de Gonnet s’étend le parc à thème pour enfants République des Enfants (en esp. República de los Niños), aménagé en 1951, qui s’inspire des personnages et situations des contes de Grimm et occupe un terrain de 53 ha. Selon le site officiel de la République des Enfants, Walt Disney a visité le parc en 1953 et, « surpris par la beauté, s'en est inspiré pour construire Disneyland »,.
La zone se distingue d’autre part par une forte concentration de grands sites sportifs, tels que le Club Universitario de La Plata (où se pratiquent le baskettball, le hockey, le rugby, la natation, le voleyball et le tennis), le La Plata Rugby Club, le Centro de Fomento Manuel B. Gonnet (avec le practique du basketball et la bibliothèque Roman Harosteguy), le Club A.M.E.B.S. (frappé d’une inondation catastrophique en 2014) et le Santa Bárbara Hockey Club.
Enfin, c’est à Gonnet qu’a été établi le principal campus de science et technologie de la province de Buenos Aires. Ce campus, vaste de 9 ha, dépend de la CIC (Comisión de Investigaciones Scientíficas) et regroupe entre autres le LAL (Laboratorio de Acústica y Luminotecnia), le CIOP (Centro de Investigaciones Ópticas) et le LINTA (Laboratorio de investigaciones del territorio y el ambiente).

## Géographie

### Population
Selon le Recensement national de la population et des logements (Censo Nacional de Población y Vivienda) de 2001, Manuel B. Gonnet comptait cette année-là 21 416 habitants sur une superficie de 2 335 ha. Il s’agit d’un quartier résidentiel, à maisons basses et abondamment pourvu d’espaces verts. Ses principales activités économiques sont le petit commerce et les prestations de services à la personne et au foyer.

### Sismicité
La région se situe sur la sous-faille du río Paraná, sur la sous-faille du río de la Plata et sur la faille de Punta del Este, de faible sismicité. La dernière activité sismique se produisit le 5 juin 1888, avec une magnitude probable, à Pavón, de 5,0 sur l’échelle de Richter, dans le cadre du tremblement de terre du Río de la Plata de 1888.